# Teatro Talia
O Teatro Thalia ou Teatro Talia, também designado por Teatro das Laranjeiras, é um pequeno teatro adjacente ao Palácio das Laranjeiras, tendo ambos sido inicialmente pertença de Joaquim Pedro Quintela, 1.º conde de Farrobo, situados na Estrada das Laranjeiras, na freguesia de São Domingos de Benfica, em Lisboa, nas imediações do actual Jardim Zoológico de Lisboa.
Apesar da sua pequena dimensão (560 espectadores), foi um dos principais teatros lisboetas do século XIX, onde actuaram as grandes figuras do panorama musical dessa época. Hoje, é um dos locais de concerto da Orquestra Metropolitana de Lisboa.
Construído em 1825, foi reedificado e renovado no ano de 1842, segundo um projecto do arquitecto Fortunato Lodi. Em 1862 o teatro foi praticamente destruído por um incêndio ocorrido a 9 de Setembro, só tendo sido poupada à destruição a fachada. Já no Século XXI, os ateliês de Gonçalo Byrne Arquitectos e Barbas Lopes Arquitectos, efectuaram o projecto de recuperação do edifício.
Na fachada do teatro pode ver-se a inscrição "Hic Mores Hominum Castigantur" (Aqui serão castigados os costumes dos homens).
Em 1974, o Teatro Thalia, inserido no conjunto arquitetónico que engloba o Palácio dos Condes de Farrobo (ou Palácio das Laranjeiras), foi classificado como Imóvel de Interesse Público.

## Denominação
A denominação Teatro Thália não é a original. No dia da inauguração deste teatro, em 26 de fevereiro de 1843, com um espetáculo a que assistiu a Rainha D. Maria II, o libreto então publicado com o título da produção e o respectivo elenco, é inequívoco ao designá-lo por Theatro das Laranjeiras.   Como não pode haver dúvidas que o momento da inauguração de um teatro é fundacional e a designação adoptada foi “das Laranjeiras”, não é natural que tivesse mudado depois. A mais antiga referência a este teatro como “Thália” parece ter sido feita por Pinto de Carvalho, tardiamente, já em 1898[i].  Mas outras fontes da mesma época, como Fonseca Benevides[ii], ou Sousa Bastos[iii], usam o nome original: Teatro das Laranjeiras.  É possível que a designação “Thalia” tenha resultado de uma qualquer efabulação no fim do século XIX, para acrescentar pitoresco. E que depois, no mesmo espírito, se terá ido replicando. A recente remodelação desta construção como espaço de eventos, oficializando o nome Thalia, também veio reforçar e expandir aquela designação.